# 야수파
야수파(野獸派) 또는 포비즘(fauvism)은 20세기 초반의 모더니즘 예술에서 잠시 나타났던 미술 사조이다.20세기 미술은 반자연주의를 기조로 하는 혁신적 유파(流派)와 사조가 어지럽게 뒤바뀌게 되지만 그 발단이 되는 것은 야수파의 운동이다.
강렬한 표현과 색을 선호했다. 야수파의 흐름 자체는 1900년 경에 시작되어 1910년 이후까지 지속되기는 했으나, 실제 야수파 운동은 1905년부터 1907년까지 약 3년 동안 세 차례의 전시회를 갖는 데 그쳤으며 결속력도 약했다. 이 운동의 기수로는 앙리 마티스와 앙드레 드레인이 있었다.
기법상의 특징은 강한 붓질과 과감한 원색 처리, 그리고 대상에 대한 고도의 간략화와 추상화이다. 눈에 보이는 색채가 아닌 마음에 느껴지는 색채를 밝고 거침없이 표현했다. 이지적인 큐비즘과는 달리 감정을 중시한다. 표현주의의 한 형태로도 볼 수 있다.

## 개요
주요한 화가로서 파리 미술학교의 귀스타브 모로 문하생인 마티스, 마르케, 카므왕, 망갱을 중심으로 하여 여기에 레옹 봉나의 아틀리에에서의 뒤피, 프리에스, 브라크 등이, 또 개인적인 교우를 통하여 블라맹크, 드랭, 반 동겐이 참가하고 있었다. 마티스를 리더로 한 이들 화가는 거의 1870년대 태생이라는 같은 세대의 연대감에 서서 이론적인 기반에서보다 기성 회화에 대하여 어떻게 하든 일격을 가하려고 하는 젊은 패기와 야심에서 공통되고 있었다. 그들이 당면한 적으로 삼은 것은 시각의 진실을 추구한 나머지 창조의 주체성과 내면적인 감동을 잃어버린 인상주의(印象主義)였으며, 따라서 이 인상주의에 중요한 수정을 시도한 선배 고흐의 격정과 고갱의 원시적 생명력의 표현은 그들을 한결같이 분발하게 하는 모범이 되었다.
파괴와 혁신에 불타는 포브들의 유일한 무기는 색채이었다. 그것도 빛깔의 인상을 조금씩 칠해 가는 타율적인 색채가 아니고, 단숨으로 캔버스에 범람시킨 강렬한 원색, 이것이야말로 그들에게 있어서는 다이너마이트의 뇌관(雷管)과 같은 것이었다. 그들은 강렬한 원색이 작렬(炸裂)하는 가운데 감성의 해방과 자아의 고양(高揚)을, 그리고 무엇보다도 젊고 창조적인 에너지의 대담한 연소를 다하려고 하였다. 이러한 젊은 생명력의 연소와 그것이 기성 회화에 끼친 적잖은 충격에 그들의 야수 중에도 야수다운 영역이 있으며, 거기에 포비슴이 수행한 역사적인 역할의 거의 전부가 있다고 하여도 과언이 아니다. 결국에 가서 그러한 패기에 앞서서 확고한 이론을 갖지 못하고 다만 같은 세대라고 하는 친밀감을 바탕으로 나오게 된 포비슴의 운동은 흩어지는 것도 또한 빨랐던 것이다. 그리하여 1908년에는 이미 클럽으로서의 결속은 와해되기 시작하였다. 마티스는 독특한 장식체계의 확립으로, 마르케는 중후한 풍경화로, 드랭은 고전으로, 그리고 브라크는 세잔에게서 본을 딴 엄밀한 화면 구성으로, 각자가 자기 본래의 자질을 지향하여 떨어져 나갔다. 관점을 바꾸어 말한다면 밖으로 향하였던 혁신의 기개에 불탄 젊은이들이 안에서 각자의 개성의 차이를 발견해 내는 기회와 장소로 삼은 것이 클럽으로서의 포비슴의 의미였다고도 할 수 있다. 포비슴은 에콜(流派)이 아니라고 하는 의견도 이 때문에 나오게 되었다. 그렇다고 하더라도 그것은 새로운 세기의 시작을 고하는 화려한 '색의 계절풍(季節風)'이었다.
이처럼 야수파는 9년이라는 짧은 시간 동안의 미술활동이었지만 20세기 현대미술의 신호탄과 같은 주요사조로써 평가된다. 그 이유는 야수주의를 시작으로 화가의 주관이 색채로 표출되는, 즉 관념적 사상이 색채로써 표출될 수 있는 색채의 추상성에 대한 가능성을 열어주었기 때문이다. 이처럼 야수파의 화가들은 하늘과 바다는푸른색, 나무가 울창한 산은 초록색이라는 색채의 고정관념에서 벗어나 감정을 표현하는 매개체로써 개성 강한 색채를 사용하기 시작했다. 또한 그들은 아프리카와 같은 3세계 미술의 성향인 원시주의(Primitivism)에 영향을 받아 더욱 과감하고 강렬하게 색채를 왜곡해나갔다. 여기에 더해진 생략된 묘사와 허술한 표현 그리고 성의없어 보이는 붓질의 흔적이 더해진 야수파의 작품은 당시비평가들에게 ‘추한그림 ’그리고 ‘미치광이의 반란’이라는 혹평을 받았다. 그들은 야수파의 작품들을 야수적이라고 비꼬았으며, '야수파'의 미술적 사조에 가담된 화가들을 ‘야수들’이라 조롱하는 가운데 '야수파'라는 새로운 사조가 탄생하게 되었다.

## 갤러리

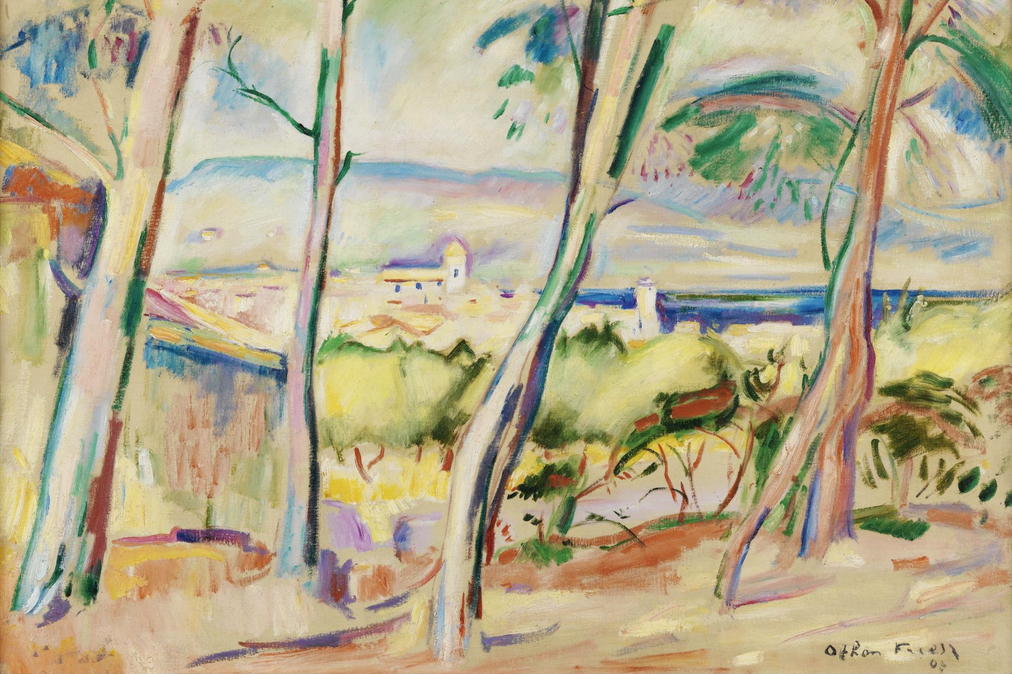
Othon Friesz, 1907, Paysage à La Ciotat, oil on canvas, 59.9 x 72.9 cm
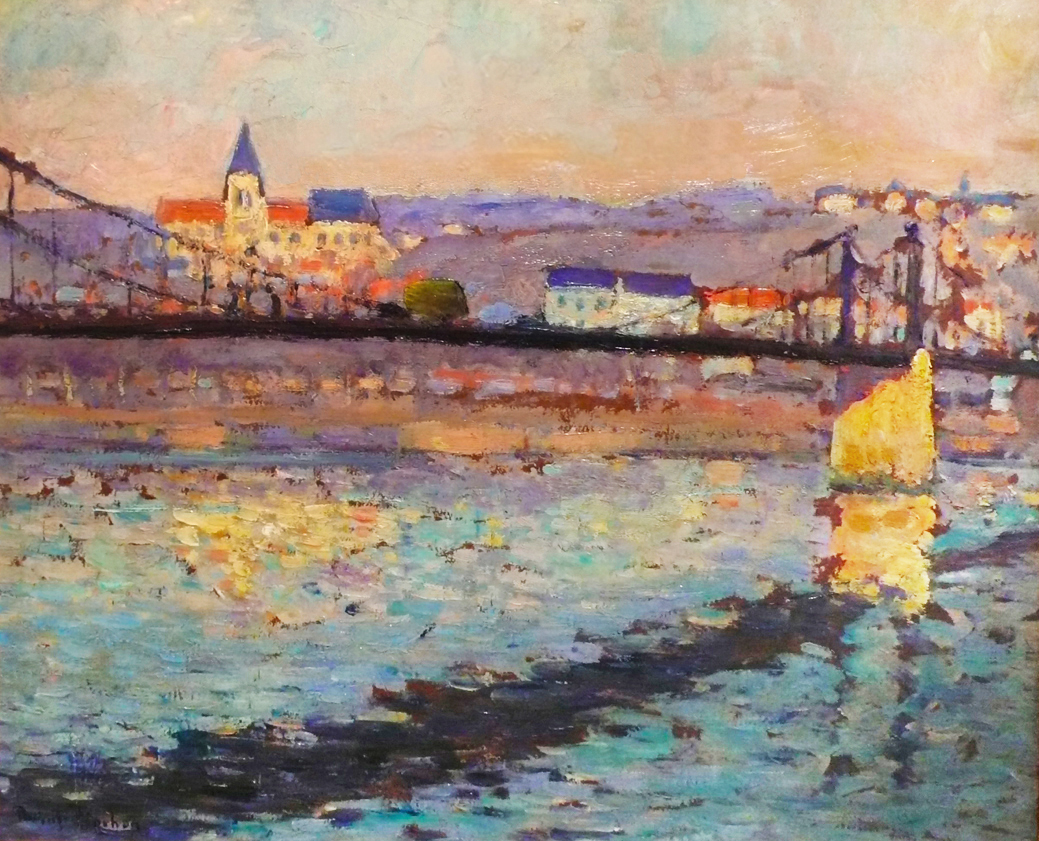
Robert Antoine Pinchon, 1904, Triel sur Seine, le pont du chemin de fer, 46 x 55 cm
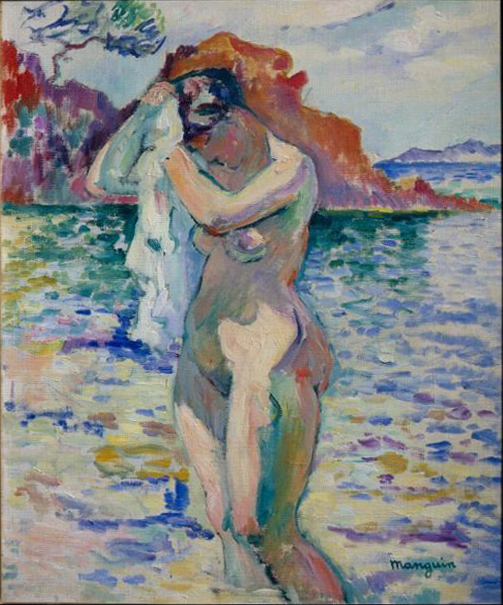
Henri Manguin, 1906, Baigneuse (Woman Bather), oil on canvas, Pushkin Museum, Moscow

## 같이 보기
- 미술사
- 시각 예술
- 서양화
- 표현주의

## 참조
- 이 문서에는 다음커뮤니케이션(현 카카오)에서 GFDL 또는 CC-SA 라이선스로 배포한 글로벌 세계대백과사전의 내용을 기초로 작성된 글이 포함되어 있습니다.